# Claver Kamanya
Claver Kamanya (* 25. März 1947 in Bukoba) ist ein ehemaliger tansanischer Sprinter.
Bei den Olympischen Spielen 1968 in Mexiko-Stadt erreichte er über 400 m das Halbfinale und stellte dabei im Vorlauf mit 45,74 s den aktuellen Landesrekord auf.
1970 wurde er bei den British Commonwealth Games in Edinburgh Vierter über 400 m.
Bei den Olympischen Spielen 1972 in München schied er über 400 m im Viertelfinale und in der 4-mal-100-Meter-Staffel sowie der 4-mal-400-Meter-Staffel im Vorlauf aus.
1974 gewann er bei den British Commonwealth Games in Christchurch Bronze über 400 m. In der 4-mal-100-Meter-Staffel kam er mit der tansanischen Mannschaft nicht über die erste Runde hinaus.